# Rhodochlora brunneipalpis
Rhodochlora brunneipalpis är en fjärilsart som beskrevs av W. Warren 1894. Rhodochlora brunneipalpis ingår i släktet Rhodochlora och familjen mätare. Inga underarter finns listade.